# 比賽開始 (綜藝節目)
《比賽開始》，是衛視中文台製作播出的外景實境節目，由坤達、巴鈺主持。

## 播出時間

### 首播
| 頻道       | 所在地 | 播映日期       | 播出時間            |
| ---------- | ------ | -------------- | ------------------- |
| 衛視中文台 | 臺灣   | 2020年12月19日 | 每週六 19:00－20:00 |
| YouTube    | 全球   | 2020年12月22日 | 每週二 12:00上傳    |

### 重播
| 頻道       | 所在地 | 播映日期       | 播出時間            |
| ---------- | ------ | -------------- | ------------------- |
| 衛視中文台 | 臺灣   | 2020年12月20日 | 每週日 14:00－15:00 |
| 衛視中文台 | 臺灣   | 2020年12月20日 | 每週日 20:00－21:00 |
| 衛視中文台 | 臺灣   | 2020年12月26日 | 每週六 11:00－12:00 |

## 賽制規則

### 舊賽制
「獎金獵人隊」的獎金多寡自己選擇（有30萬、10萬、5萬、1萬、5千），獎金越高距離「魔王隊」。遊戲優勝的隊伍可往前一格，若遊戲落敗，原地停留，「獎金獵人隊」若在抵達終點前，遭到「魔王隊」獵殺成功（「魔王隊」和「獎金獵人隊」平行，「魔王隊」就獵殺成功），就落敗。

### 新賽制
每關獲勝的隊伍可以抽兩張扑克牌，最終重獲得的牌中挑選兩張與三張公牌進行配對，牌面最大的隊伍即可參加10萬元的獎金挑戰賽。

### 獎金挑戰賽
1.以骰子骰出的數字總和，選擇九宮格上加總相同的數字，若連城三條線或以上，即可獲得10萬元，若未連城三條線，無法獲得10萬元。

2.骰出兩個數字當作範圍，最後骰出的數字若在兩個數字範圍內，即可獲得10萬元，若最後骰出的數字未在兩個數字範圍內，無法獲得10萬元。

## 播出內容

### 舊賽制
| 集數 | 首播日期       | 魔王隊       | 獎金獵人隊                   | 優勝隊伍                    | Game girl | 拍攝地點                                                    |
| 1    | 2020年12月19日 | 坤達、曾國城 | 巴鈺、陳為民、郭靜、琳妲     | 獎金獵人隊 （成功獲得10萬） | 陳天仁    | 台北市中山區 （林安泰古厝、圓山大飯店）                     |
| 2    | 2020年12月26日 | 坤達、巴鈺   | 柯有倫、NONO、臧芮軒、五熊   | 魔王隊 （成功守住10萬）     | 陳天仁    | 台北市北投區 （北投文物館、北投老爺酒店）                   |
| 3    | 2021年1月2日   | 巴鈺、林義傑 | 坤達、楊子儀、王心恬、舒子晨 | 魔王隊 （成功守住30萬）     | 陳天仁    | 桃園市龍潭區 （花園大飯店、桃園文具觀光工廠、莊園休閒農場） |

### 新賽制
| 集數                                          | 首播日期      | 藍隊                 | 紅隊                 | 優勝隊伍                                | Game girl | 拍攝地點                                            |
| 1                                             | 2021年1月9日  | 坤達、妞妞、梁赫群   | 巴鈺、林莎、夢多     | 藍隊 （獎金挑戰賽失敗，無法獲得10萬元） | 高以馨    | 宜蘭縣礁溪鄉 （A.maze兔子迷宮咖啡廳、龍潭湖畔園區） |
| 2                                             | 2021年1月16日 | 坤達、巫苡萱、Apple  | 巴鈺、潘若迪、倪暄   | 藍隊 （獎金挑戰賽成功，成功獲得10萬元） | 咪雅Mia   | 台北市中山區 （ATT 4 Recharge）                     |
| 3                                             | 2021年1月23日 | 坤達、夏語心、無尊   | 巴鈺、小煜、Teddy    | 紅隊 （獎金挑戰賽成功，成功獲得10萬元） | 高以馨    | 宜蘭縣宜蘭市 （甲子蘭酒文物館、橘之鄉蜜餞形象館）   |
| 4                                             | 2021年1月30日 | 坤達、張立東、阿圓   | 巴鈺、趙正平、林真亦 | 藍隊 （獎金挑戰賽失敗，無法獲得10萬元） | 咪雅Mia   | 台北市內湖區 （147漆彈主題樂園、亞洲寵物博物館）    |
| 5                                             | 2021年2月6日  | 坤達、李懿、何美     | 巴鈺、孫協志、紀卜心 | 藍隊 （獎金挑戰賽失敗，無法獲得10萬元） | 咪雅Mia   | 台北市信義區 （台北君悅酒店、台北冰雪奇緣夢幻特展） |
| 2021年2月13日，因播出重播版，故暫停播出一次。 |               |                      |                      |                                         |           |                                                     |
| 6                                             | 2021年2月20日 | 坤達、蔡黃汝、蘿莉塔 | 巴鈺、小鐘、藍星蕾   | 藍隊 （獎金挑戰賽成功，成功獲得10萬元） | 咪雅Mia   | 台北市大同區 （大稻埕碼頭、T Fashion）              |
| 7                                             | 2021年2月27日 | 坤達、張棋惠、徐瑋吟 | 巴鈺、吳俊諺、米可白 | 藍隊 （獎金挑戰賽失敗，無法獲得10萬元） | 咪雅Mia   | 台北市萬華區 （西門町、艋舺波麗士西門町派出所）     |
| 8                                             | 2021年3月6日  |                      |                      |                                         |           |                                                     |
| 9                                             | 2021年3月13日 |                      |                      |                                         |           |                                                     |
| 10                                            | 2021年3月20日 |                      |                      |                                         |           |                                                     |

### 各集觀看重點
| 集數                                          | 首播日期       | 觀看重點 |
| 1                                             | 2020年12月19日 | 坤達、巴鈺主持的創意遊戲加獎金挑戰GAME SHOW,以隨手可得的生活小物玩創意遊戲,比賽過程趣味連連、爆笑不斷，魔王組與獎金獵人組為贏得最後勝利各個使盡渾身解數，小遊戲創造大樂趣!! |
| 2                                             | 2020年12月26日 | 坤達、巴鈺扮魔王大戰NONO、柯有倫、五熊、臧芮軒，五熊遊戲玩到抓狂，對柯有倫大發火，臧芮軒趕緊驅離搞破壞的柯有倫                                                              |
| 3                                             | 2021年1月2日   | 超馬王林義傑搭檔巴鈺大戰坤達帶領的獎金獵人楊子儀、舒子晨、王心恬挑戰獎金30萬，超馬王展現驚人遊戲敏捷度擔任大魔王力守獎金!!                                                  |
| 4                                             | 2021年1月9日   | 坤達對戰巴鈺 夢多比到氣得快中風 梁赫群被天兵隊友搞到大爆走 連同隊隊長坤達也怒到差點飆粗口 到底是什麼狀況啊?!                                                                |
| 5                                             | 2021年1月16日  | 巴鈺遊戲玩到向坤達獻吻!?潘若迪是拚到差點見祖宗!?有創意又超硬的遊戲內容讓大家舉白旗投降啦                                                                                    |
| 6                                             | 2021年1月23日  | 遊戲戰神坤達碰上過不了的遊戲關卡 超崩潰!! 氣到爆走!! 巴鈺卻輕輕鬆鬆就過關，在坤達面前耀武揚威，超得意!! 最親密的舌吻遊戲讓眾人玩到氣喘吁吁啊~                               |
| 7                                             | 2021年1月30日  | 坤達張立東合力跳戰遊戲到差點升天見祖先!! 趙正平遊戲玩輸美少女,爆氣摔水瓶!                                                                                                   |
| 8                                             | 2021年2月6日   | 前進冰雪奇緣玩遊戲 小小冰塊大挑戰 遊戲王孫協志在比賽開始大漏氣 大卡關 坤達帥氣笑納每一勝!!                                                                                  |
| 2021年2月13日，因播出重播版，故暫停播出一次。 |                | |
| 9                                             | 2021年2月20日  | 小鐘槓上坤達 兩人再次火爆對決 坤達戰神稱號不是叫假的，搭檔豆花妹蔡黃汝連連擊敗小鐘巴鈺，小鐘最後火爆嗆聲要扳回，不惜玩到臉紅脖子粗外加屁股差點磨破!! 到底是怎樣的戰況啊!?   |
| 10                                            | 2021年2月27日  | 坤達密謀巴鈺臥底玩遊戲!? 為搶獎金不擇手段?! 米可白為求勝不管脊椎受傷 拚了~~ 關關精彩表現嚇壞眾人!                                                                           |
| 11                                            | 2021年3月6日   | |
| 12                                            | 2021年3月13日  | |
| 13                                            | 2021年3月20日  | |

## 製作團隊
- 總監製：邵正祥
- 監製：王曉慧
- 製作人：劉德蕙、廖述穎
- 執行製作人：高稼育
- 企劃：戴育鼎、楊舜伃、陳嫻
- 製作群：鄭子妍、楊守瑋、張丹寧、余恩瑩
- 後製包裝：呂政道
- 音效：音樂達
- 剪輯：鍾瑞華
- 後製特效：麻吉多媒體
- 服裝：Shawn
- 攝影：魔傑影像
- 梳化妝：王曉慧整體造型
- 製作公司：全富傳播
- 冠名贊助
  - FORA 福爾額溫槍(第1集至今)

## 外部連結
- 比賽開始的Facebook專頁
- YouTube上的衛視中文台頻道
- 台灣綜藝節目列表

## 作品的變遷
| 臺灣 衛視中文台 每週六 19:00－20:00                      | 臺灣 衛視中文台 每週六 19:00－20:00        | 臺灣 衛視中文台 每週六 19:00－20:00 |
| -------------------------------------------------------- | ------------------------------------------ | ----------------------------------- |
|                                                          | 比賽開始 （2020年12月19日－2021年3月20日） |                                     |
| 旅行應援團之一起出發吧 （2017年1月14日－2020年12月12日） | 瘋神歡樂秀 （2021年3月27日－）             |                                     |